# Neoterpes trianguliferaria
Neoterpes trianguliferaria är en fjärilsart som beskrevs av Alpheus Spring Packard 1876. Neoterpes trianguliferaria ingår i släktet Neoterpes och familjen mätare. Inga underarter finns listade i Catalogue of Life.